# Kościół Matki Bożej Fatimskiej w Porębie Wielkiej
Kościół Matki Fatimskiej w Porębie Wielkiej – murowana świątynia rzymskokatolicka w miejscowości Poręba Wielka w powiecie limanowskim, pełniąca funkcję kościoła parafialnego miejscowej parafii.
Kościół wzniesiony został w latach 1981-1991 dla potrzeb nowej placówki duszpasterskiej wyodrębnionej z parafii w Niedźwiedziu. Uroczystego poświęcenia dokonał kardynał Franciszek Macharski 20 października 1991.
Świątynia wielkoporębska jest przykładem nowoczesnej architektury sakralnej. Prostokątny budynek nakryty jest spadzistym dachem siodłowym, a od frontu znajduje się wielki betonowy krzyż.
W ołtarzu głównym znajduje się niewielka figura Matki Bożej Fatimskiej, przywieziona z Fatimy i ofiarowana kościołowi przez kardynała Macharskiego. Figura umieszczona jest na tle mozaiki autorstwa Bogumiły Drwal, przedstawiającej stylizowaną koronę dębu i aureolę na niej. Z pozostałych elementów wyposażenia na uwagę zasługują: 
- rzeźbione stacje Drogi Krzyżowej, wykonane w 1993 przez Jana Rapciaka,
- figura ojca Pio,
- marmurowa chrzcielnica z pozłacaną pokrywą.